# Elvismar Rodríguez
Elvismar Rodríguez Ruiz (ur. 14 lutego 1997) – wenezuelska judoczka. Dwukrotna olimpijka. Zajęła siedemnaste miejsce w Rio de Janeiro 2016 i Tokio 2020. Walczyła w wadze średniej.
Piąta na mistrzostwach świata w 2023; uczestniczka zawodów w 2013, 2017, 2018, 2019, 2021, 2022 i 2023. Startowała w Pucharze Świata w latach 2013, 2015, 2016 i 2023. Złota medalistka igrzysk panamerykańskich w 2019 i brązowa w 2023; siódma w 2015. Wygrała Igrzyska Ameryki Południowej w 2018 i trzecia w 2014. Wygrała igrzyska boliwaryjskie w 2017 i trzecia w 2013. Mistrzyni igrzysk Ameryki Środkowej i Karaibów w 2018 i trzecia w 2014. Zdobyła siedem medali mistrzostw panamerykańskich w latach 2016 – 2023. Wygrała mistrzostwa Ameryki Południowej w 2013. Trzecia na młodzieżowych igrzyskach olimpijskich z 2014 roku.

## Letnie Igrzyska Olimpijskie 2016
| Konkurencja | Eliminacje                        | Klas. końcowa |
| Konkurencja | Przeciwnik I                      | Miejsce       |
| ----------- | --------------------------------- | ------------- |
| 70 kg       | Antónia Moreira de Fátima (ANG) P | 17.           |

## Letnie Igrzyska Olimpijskie 2020
| Konkurencja | Eliminacje                   | Klas. końcowa |
| Konkurencja | Przeciwnik I                 | Miejsce       |
| ----------- | ---------------------------- | ------------- |
| 70 kg       | Giovanna Scoccimarro (GER) P | 17.           |